# Adarra
Adarra är ett berg i Spanien.   Det ligger i provinsen Gipuzkoa och regionen Baskien, i den norra delen av landet, 300 km norr om huvudstaden Madrid. Toppen på Adarra är 811 meter över havet, eller 148 meter över den omgivande terrängen. Bredden vid basen är 2,6 km.
Terrängen runt Adarra är huvudsakligen kuperad.Runt Adarra är det glesbefolkat, med 19 invånare per kvadratkilometer. Närmaste större samhälle är San Sebastián, 11,8 km norr om Adarra. I omgivningarna runt Adarra växer i huvudsak blandskog.